# جون فان
جون فـان هو لاعب بوكر فيتنامي، ولد في 10 أكتوبر 1974 في دا نانغ في فيتنام.